# 費爾斯坦克拉山
46°50′6.2″N 10°4′20.9″E / 46.835056°N 10.072472°E

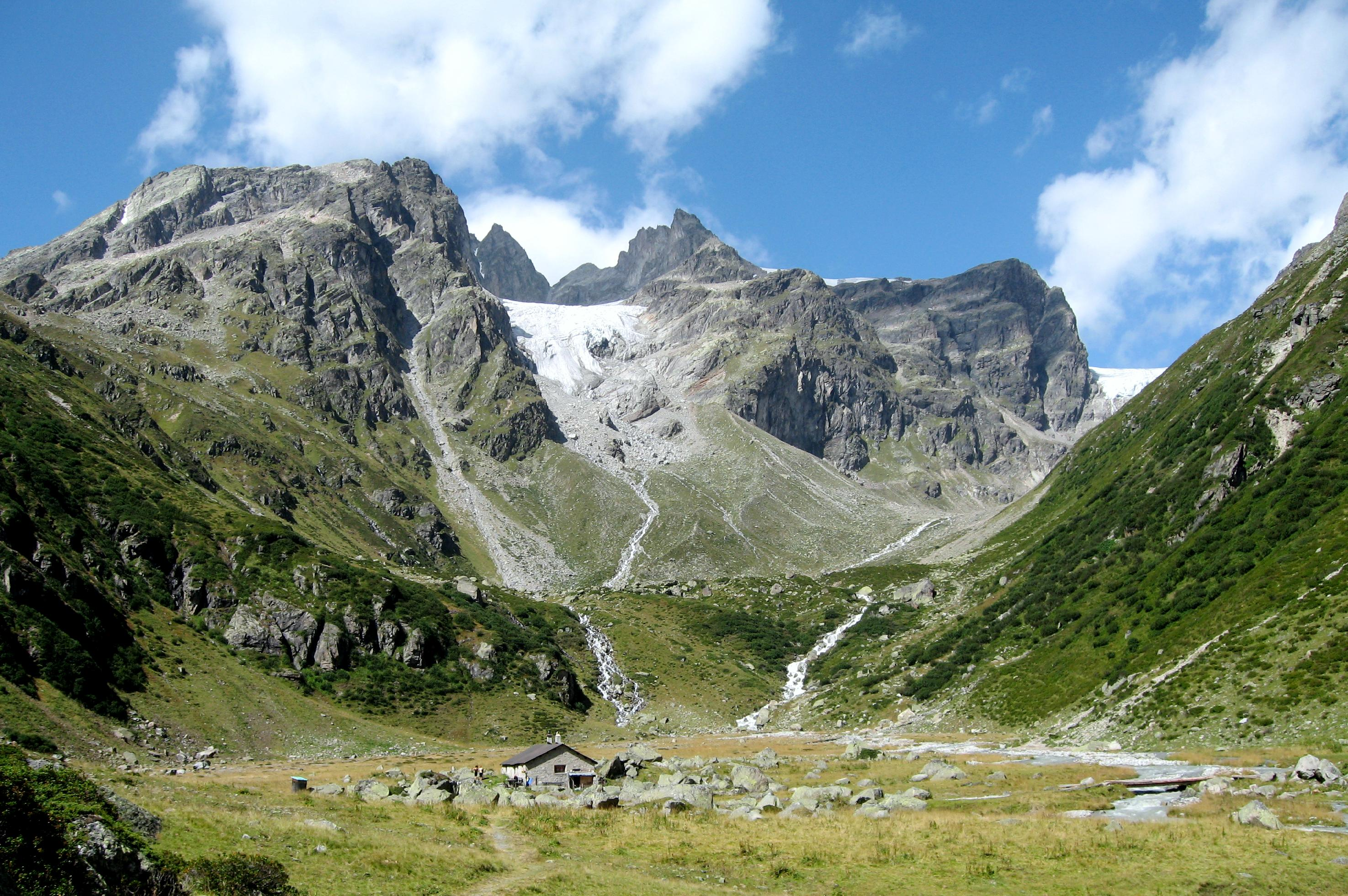

費爾斯坦克拉山（Verstanclahorn），是瑞士的山峰，位於該國東南部，由格勞賓登州負責管轄，屬於薩姆瑙恩阿爾卑斯山脈的一部分，海拔高度3,298米，每年平均降雨量1,367毫米。